# Слободан Берберски
Слободан Берберски Лала (Бечкерек, 20. октобар 1919 — 6. април 1989) ромски је писац и први председник Светске организације Рома.
Рођен је 20. октобра 1919. године у Зрењанину, где је завршио основну школу и гимназију. Почео је да студира права, али је као члан Савеза комунистичке омладине Југославије ухапшен 1941. године.  Придружио се 1941. године Народноослободилачкој борби народа Југославије.
Берберски је познат и као један од иницијатора акције југословенских Рома под називом „Ром тражи место под сунцем” која је започета 1967. године. Изабран је за првог председника Светске организације Рома на скупу одржаном 1971. године у Лондону. Његови радови су преведени на франсцуски, руски, бугарски, ромски, албански и словеначки језик.
Умро је 1989. године у Београду.

## Објављене књиге
- За кишом биће дуга (1950)
- Пролеће и очи (1952)
- Узе (1955)
- Невреме (1959)
- Дневник рата (1959)
- Благ дан (1964)
- Коте (1968)
- Одлазак брата Јакала (1976)
- Као бескожни јелени(1977)
- Још сан себе да доврши (1979)
- Међе (1982)
- Свакодневница (1983)
- Воде нечекане (1984)
- Дуб(1986)[5]